# Freiraummanagement

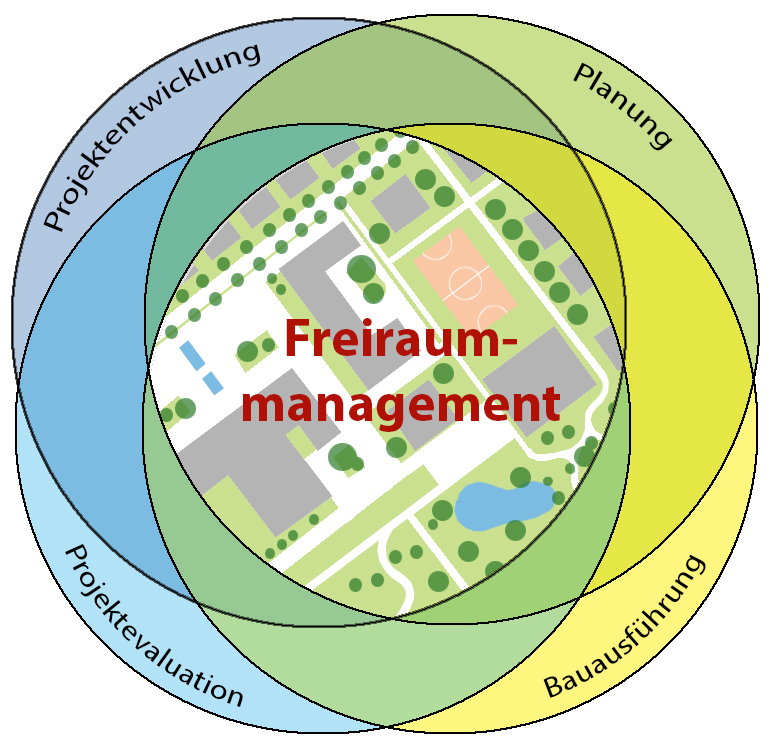
Interdisziplinarität im Freiraummanagement

Unter Freiraummanagement ist die gesamtheitliche Betrachtung und Optimierung der Entwicklung, Erstellung und Unterhaltung bis hin zum Rückbau von nicht bebauten Räumen zu verstehen. Diese nicht bebauten Räume werden im Sinne der Architektur und Landschaftsarchitektur als Freiraum bezeichnet. Zu diesen gehören unter anderem Plätze, Parkanlagen, Friedhöfe ebenso wie wohnungsnahe Grünflächen, Sport- und Spielplätze, Freizeitanlagen und Stadtwälder. Die Zuständigkeit für die Entwicklung, Gestaltung und Unterhaltung dieser Flächen liegt unter anderem bei Kommunen, Wohnungsbaugesellschaften und privaten Bauherren. Um diese Freiräume nachhaltig zu gestalten, wird eine ökonomische, ökologische und soziale Betrachtung des gesamten Lebenszyklus notwendig.
Durch die verschiedenen Akteure gewinnt dabei die interdisziplinäre Zusammenarbeit an Bedeutung. Die Aufgaben der einzelnen Akteure werden zunehmend komplexer, sodass die Vernetzung der Akteure miteinander unter der Verwendung digitaler Werkzeuge eine wichtige Rolle spielt. Gleichzeitig steigt der Bedarf an Dienstleistungen in diesem Bereich wie das Fördermittelmanagement. Beteiligte Akteure sind in diesem Kontext neben dem Bauherrn oder Besitzer der Liegenschaften insbesondere:
- Projektentwickler, die in der Regel von der Machbarkeitsstudie über das Projektmarketing bis hin zur Lebenszyklusanalyse verantwortlich für ein Projekt sind – in diesem Fall eine Außenanlage.
- Landschaftsarchitekten, die in der Regel mit der Planung von Freiräumen vom ersten Entwurf über die Ausführung bis hin zur Bauleitung und ggf. auch Dokumentation befasst sind.
- Unternehmen des Garten- und Landschaftsbaus, die für die Ausführung und zum Teil Pflege der Freiräume im Zuge der Angebotserstellung über die Bauausführung bis hin zur Wartung und Pflege in den Zyklus eingebunden sind.
- Sachverständige, die unter anderem Wertermittlungen, Sicherheitsprüfungen, Qualitätsprüfungen durchführen und darüber hinaus Beratungstätigkeiten wahrnehmen bis hin zu Empfehlungen hinsichtlich der oben genannten Projektentwicklung.

Ebendiese Akteure sind im Kontext des Freiraummanagements zu koordinieren und es erfolgt eine Vernetzung über den Lebenszyklus der Freianlage z. B. nach dem Model des Building Information Modeling (BIM), wie diese bereits im Bauwesen für große bauliche Projekte angestrebt wird. Da der Fokus auf den Außenanlagen liegt, finden weitere Werkzeuge wie das GIS-basierte Grünflächenmanagement bzw. Grünflächeninformationssysteme (GRIS) und unter Aspekten des Pflege- und Instandhaltungsmanagements das Computer Aided Facility Management (CAFM) Anwendung.

## Ziele
Das Ziel des Freiraummanagements ist der nachhaltige Umgang mit dem Freiraum sowohl unter ökonomischen, ökologischen als auch gesellschaftlichen Aspekten.

### Ökonomische Nachhaltigkeit

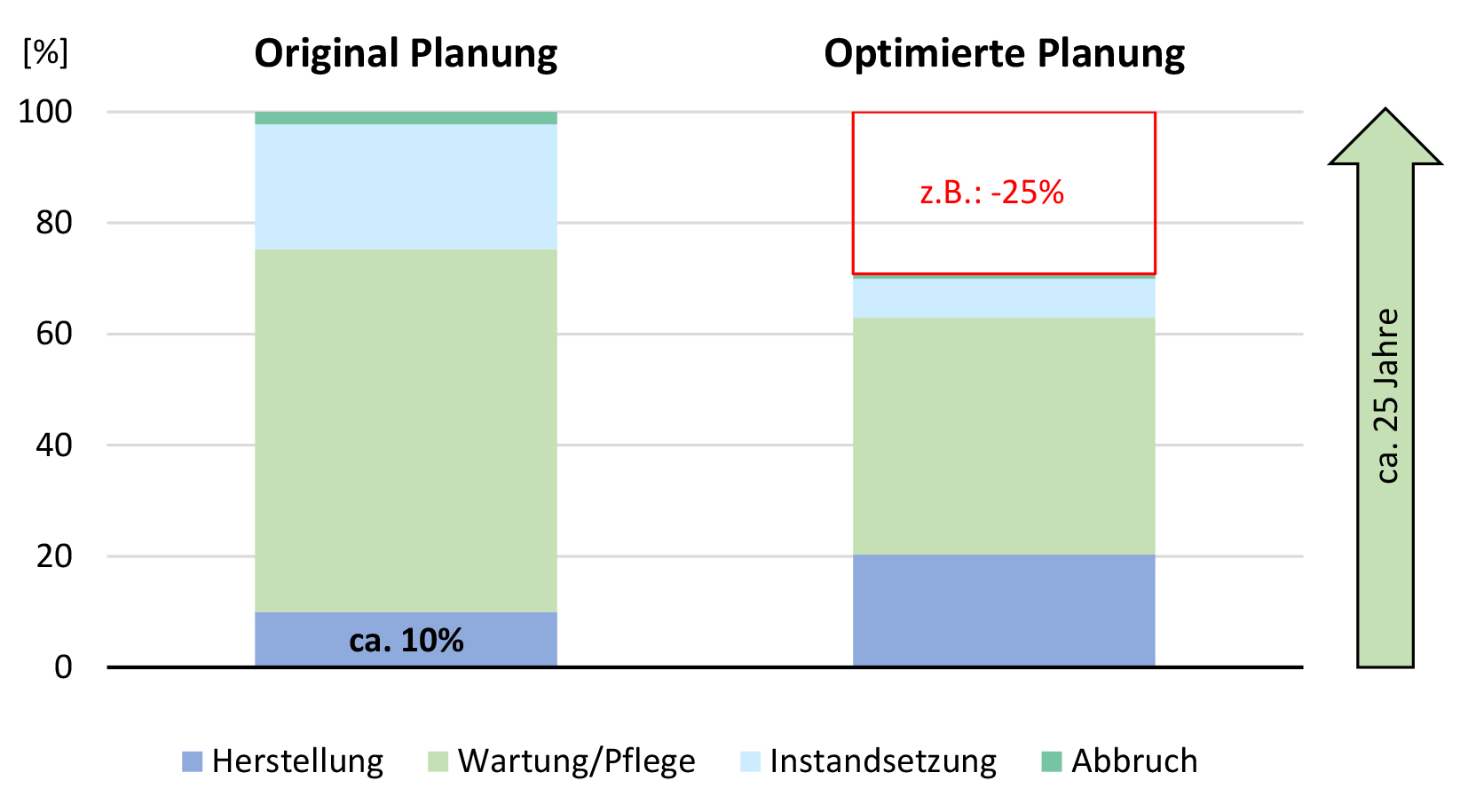
Schematische Kostenoptimierung einer Freianlage

Mit Bezug auf die Reduzierung der Kosten einer Freianlage sind bei der Betrachtung des gesamten Lebenszyklus, sowohl die Herstellungskosten, als auch die Pflege- und Wartungskosten, Instandsetzungskosten aber auch Kosten für Abbruch oder Erneuerung einzubeziehen. Nur etwa 10 % der Kosten einer Freianlage entstehen bei ihrer Erstellung. Der maßgebende Teil der Kosten entsteht durch Pflege, Wartung und Instandhaltung. Bei einer vorausschauenden gezielten und standortgerechten Planung sowie fachlich korrekten Pflege können durch ggf. gezielte Erhöhung der Investitionskosten die Folgekosten maßgeblich reduziert werden.
Neben der Kostenreduzierung in der Unterhaltung kann durch gelungene Gestaltung von Freiräumen eine Gewinnsteigerung für Investoren erzielt werden. Es wird deutlich, dass eine gezielte Wohnumfeldverbesserung unmittelbar eine Mietpreissteigerung bewirkt. Hier ist im Sinne des Weißbuch Grün eine Verbesserung der grünen Infrastruktur anzustreben.

### Ökologische Nachhaltigkeit
Hinsichtlich der ökologischen Nachhaltigkeit bestehen im Freiraummanagement verschiedene Ansätze. Beginnend bei der Reduzierung des Flächenverbrauchs über die Ressourcenschonung beispielsweise durch gezieltes Bodenmanagement bis hin zur Erhöhung der Biodiversität durch gezielte Planung.
Derzeit werden in Deutschland täglich etwa 660.000 m² Fläche versiegelt, was eine Fläche von 100 Fußballfeldern entspricht. Bis 2030 soll dieser Verbrauch mehr als halbiert werden. Das Freiraummanagement kann hier einen Beitrag leisten, durch Erfassung und Weiternutzung innerstädtischer Flächen, die derzeit nicht genutzt werden. Darüber hinaus können ungenutzte Gebäude zurückgebaut und die Grundstücke wieder in Freiräume überführt werden.
Im Falle der Neu-Erschießung von Flächen kann, der Flächenverbrauch reduziert und gleichzeitig der Verbrauch der Ressource Boden vermieden werden, in dem frühzeitig die Erdmassenmodellierung geplant wird.
Mit Blick auf die ökologische Nachhaltigkeit steht die Erhöhung der Biodiversität im Focus. Diese kann durch die Auswahl der geeigneten Vegetation bei der Pflanzung von Stadtgrün und Planung von ökologischen Nischen und Trittsteinbiotopen gefördert werden. Auf diese Weise kommt es zu einer ökologischen Vernetzung der Freiräume im städtischen Raum. Durch die räumliche Nähe verschiedenen Vegetationsflächen zueinander kommt es zu Wanderbewegungen und zur Ausbreitung verschiedener Arten über alle Freiflächen.

### Gesellschaftliche Nachhaltigkeit
Freiräume sind Aufenthaltsräume für Menschen und tragen zur Lebensqualität in Siedlungsräumen bei. Die Gestaltung bestimmt dabei häufig die Wahrnehmung des Freiraums. Als Bewegungsflächen tragen diese zur Förderung der allgemeinen Gesundheit bei. Die Gestaltung hat auch einen Einfluss auf das Wohlbefinden in dem Freiraum. Die Nutzung durch unterschiedliche gesellschaftliche Schichten wird ebenfalls durch die Gestaltung bestimmt.
Es handelt sich bei Freiräumen in der Regel um multifunktionale Flächen, deren Nutzung allen Altersgruppen zugängig sein sollte.
Wesentlich für eine nachhaltige Nutzung ist, dass diese Räume barrierefrei und inklusiv sind.
Die verschiedenen Aspekte basieren auf sozialen Gesichtspunkten und werden in gleicher Weise durch den Freiraummanager berücksichtigt.

## Aufgabenspektrum/Herausforderungen
Das Aufgabenspektrum variiert in Abhängigkeit vom Bauherren bzw. Auftraggeber. Herausforderungen für Kommunen, Wohnungsbaugesellschaften, ausführende Unternehmen beiden Freiraummanager tätig sind, können sein:
- eine Bürgerbeteiligung beispielsweise durch E-Partizipation im Rahmen der Projektentwicklung,
- die Erhöhung der ökologischen Nachhaltigkeit von innerstädtischem Grün und die Schaffung von Trittsteinbiotopen,
- Design for all, eine für alle Nutzergruppen angepasste Gestaltung der Freiräume,
- die Schaffung Grüner Infrastruktur,
- die Anpassung der Vegetation auf den Klimawandel,
- die Haushaltssanierung und damit auskömmliche Gestaltung der Außenanlagen,
- die Visualisierung der Planung als Virtuell oder Augmented Reality (beispielsweise zur Bürgerbeteiligung),
- ein Informationsmanagement vom Baugeschehen bis zur Instandhaltung
- die Steigerung der Wertschöpfungskette durch beispielsweise Mietpreissteigerung,
- eine Auswertung von Beschwerdemanagement insbesondere in Grünflächenämtern,
- die Abbildung monetärer Mehrwerte in GIS,
- die Kommunikation und Mediation zwischen den am Bau Beteiligten,
- Aspekte des Datenschutzes und der Datensicherheit,
- die Automatisierung des Baugeschehens (z. B. Maschinensteuerung, Logistik etc.).

## Berufsbild
Das Tätigkeitsfeld von Freiraummanagern bzw. Freiraumökonomen ist weit gefächert. Sie können sowohl für Projektentwickler, Generalunternehmer, Landschaftsarchitekturbüros, Unternehmen des Garten- und Landschaftsbaus als auch für Institutionen mit großen Liegenschaftsbeständen tätig sein. Zu diesen Institutionen zählen beispielsweise Kommunen oder Wohnungsbaugesellschaften. Ferner gibt es Tätigkeitsfelder in der Beratung und im Sachverständigenwesen. Denkbar ist zudem aber auch die Bildung von start up`s mit neuen innovativen Dienstleistungen rund um das Thema „Freianlagen“.
Je nach fachlicher Vertiefung stehen die Projektkonzeption und ggf. Bürgerbeteiligung, die Planung, Gestaltung und Visualisierung, die Ausführung und Automatisierung des Baugeschehens oder die Lebenszyklusbetrachtung, Fragen der Wirtschaftlichkeit oder das Sachverständigenwesen stärker im Fokus der Tätigkeit.

## Studium
In Deutschland wird der Studiengang Freiraummanagement an der Technischen Hochschule Ostwestfalen-Lippe (TH OWL) angeboten. Der Abschluss ist Bachelor of Engineering.